# Тонирование (фотография)

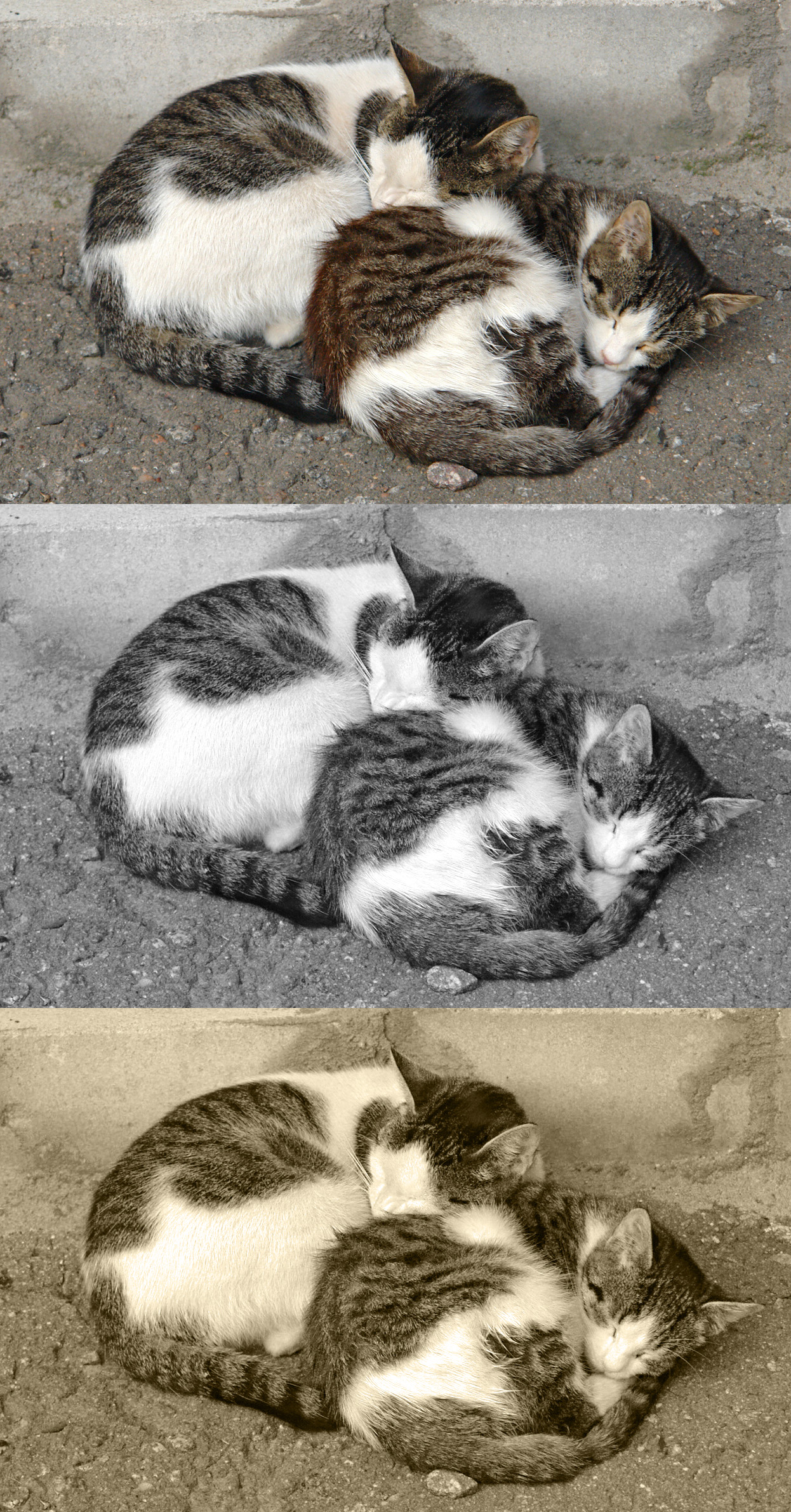
Фотографии, тонированные в разные цвета. Вверху исходный цветной снимок, в центре его редукция до чёрно-белого, внизу — сепия

Тони́рование, вирирование, окрашивание (в классической галогеносеребряной фотографии) — процесс химической обработки чёрно-белого позитива (или слайда), приводящий к изменению окраски (тона) последнего. Наиболее часто проводят тонирование в оттенки сепии, синего и красных цветов. Возможно также получение желтых, зеленых, фиолетовых оттенков, а также окрашивание в смешанные тона.
Тонирование вошло в практику ещё в эпоху первых позитивных фотопроцессов как средство улучшения тона изображения, а также для повышения сохранности альбуминовых отпечатков. Тонирование позитива использовалось в раннем кинематографе для создания определённого настроения: ночные сцены тонировались в синий цвет, а сцены пожара в красно-оранжевый. В первых двухцветных технологиях цветного кинематографа, таких как «Техниколор» и «Синеколор», для получения цветных фильмокопий из двух чёрно-белых цветоделённых позитивов.

## Технология
При тонировании изменяется цвет экспонированных участков изображения. Светлые места изображения, содержащие мало проявленного металлического серебра, остаются почти неокрашенными. Окрашивание происходит за счёт полного или частичного превращения металлического серебра в другие соединения, например: Ag2S (сепия, коричневый), Ag2Se (пурпурный, коричневый), Fe4[Fe(CN)6]3 (синий), Cu2[Fe(CN)6] (красный, коричневый, фиолетовый) и др.
Известны два метода тонирования: прямое и косвенное. В первом случае тонирование осуществляется в результате одной химической реакции, а косвенный процесс происходит в два этапа. Сначала серебро изображения окисляется, а затем полученное химическое соединение окрашивается в нужный цвет. В результате тонирования может происходить ослабление, усиление и изменение контраста фотографического изображения.
Различная окраска галогенсеребряных отпечатков может получаться также в процессе проявления некоторых фотобумаг, особенно хлоро- и хлоробромосеребряных, в проявителях специального состава. Цвет таких позитивов может меняться от светло-коричневого до красно-оранжевого и темно-шоколадного, в зависимости от химического состава, концентрации и температуры проявителя, а также времени проявления и длительности экспозиции.
Вирирование осуществляется наиболее простым способом при использовании самовирирующейся фотобумаги — высокочувствительной бромосеребряной фотобумаги, на которой можно получать отпечатки как стандартной чёрно-белой гаммы, так и окрашенное. Эмульсионный слой такого фотоматериала содержит, помимо обычных компонентов, цветообразующие.
При обработке в проявителе, содержащем цветное проявляющее вещество, происходит восстановление металлического серебра и одновременное с этим образование красителя пропорционально количеству восстановленного серебра.
Металлическое серебро удаляют последующим отбеливанием.
При чёрно-белом проявлении получается обычное чёрно-белое изображение.

## Процессы тонирования
Известно множество способов тонирования в любые цвета, среди которых наиболее популярными считаются следующие.

### Коричневые тона
Прямое тонирование осуществляется в растворе, содержащем 12 г тиосульфата натрия, 30 г алюмокалиевых квасцов и 10мл 10%-ного раствора хлорида натрия на 1л воды.
Классический косвенный метод коричневого тонирования:
1. Изображение отбеливается в растворе 50 г гексацианоферрата калия и 10 г бромида калия на 1л воды.
2. Далее изображение окрашивают в 1%-ном ратворе сульфида натрия.

### Синее тонирование
Прямой процесс проводят в растворе, содержащем 5 г гексацианоферрата калия, 1.5 г лимонной или винной кислоты на 1л.
В косвенном процессе:
1. Отбеливание — раствор 24 г гексацианоферрата калия и 10мл 10%-ного раствора аммиака на 1л воды.
2. 2%-ный раствор хлорида железа(III).

### Красные тона
Прямое окрашивание производят раствором 85 г цитрата калия, 5 г нитрата меди и 6 г гексацианоферрата калия на 1л.

### Использование красителей
Также используются органические красители. Такие, как пиронин, фуксин, родамин — для красного цвета; метиленовый голубой — для голубого и синего; малахитовый зелёный или метиленовый зелёный для зелёного оттенка.
1. Фотоотпечатки обрабатывают в отбеливающем растворе (например, 50мл 10%-ного раствора сульфата меди и 25мл 10%-ного раствора бромида калия на 100мл воды)
2. промывают
3. тонируют с помощью кисти водным раствором оного из красителей (5 г красителя и 5мл 80%-ной уксусной кислоты на 1л), или смешивая оные.

## Виражный способ цветной фотографии
Вира́жный спо́соб получения цветных изображений основан на тонировании трёх чёрно-белых фотоэмульсий в дополнительные цвета. В фотографии процесс осуществляется фотопечатью трёх чёрно-белых позитивов с соответствующих цветоделённых негативов. Готовые позитивы вирируются в цвета, дополнительные к цвету светофильтра, за которым снимался исходный негатив. После этого производится последовательный перенос эмульсий вирированных отпечатков на общую подложку. Для осуществления технологии необходимо наличие фотографических позитивных материалов со съёмным слоем. В 1930-х годах НИИ №2 ГУКП разработал технологию изготовления фотобумаги со съёмным слоем, а киевская фабрика фотобумаг до 1941 года выпускала фотоматериалы «Вироцвет» для виражной фотографии.
В цветной фотографии виражная технология не получила распространения, уступив место более совершенному гидротипному фотопроцессу, а затем многослойным фотоматериалам. Широкое применение виражный способ нашёл в ранних процессах цветного кинематографа, главным образом двухцветных. При этом вместо переноса эмульсии использовалась специальная позитивная киноплёнка — дипо-фильм с эмульсией, нанесённой с двух сторон подложки. После печати изображение с обеих сторон вирировалось в два разных цвета, чаще всего красно-оранжевый и голубой.